# Arctia jeuneti
Arctia jeuneti là một loài bướm đêm thuộc phân họ Arctiinae, họ Erebidae.